# Список астероїдів (12501—12600)
| Назва                            | Тимчасове позначення | Дата відкриття    | Місце відкриття                         | Відкривач                          |
| -------------------------------- | -------------------- | ----------------- | --------------------------------------- | ---------------------------------- |
| 12501 Норд (Nord)                | 1998 FL66            | 20 березня 1998   | Сокорро (Нью-Мексико)                   | LINEAR                             |
| (12502) 1998 FO68                | 1998 FO68            | 20 березня 1998   | Сокорро (Нью-Мексико)                   | LINEAR                             |
| (12503) 1998 FC75                | 1998 FC75            | 24 березня 1998   | Сокорро (Нью-Мексико)                   | LINEAR                             |
| 12504 Нуест (Nuest)              | 1998 FS75            | 24 березня 1998   | Сокорро (Нью-Мексико)                   | LINEAR                             |
| (12505) 1998 FN77                | 1998 FN77            | 24 березня 1998   | Сокорро (Нью-Мексико)                   | LINEAR                             |
| 12506 Парисер (Pariser)          | 1998 FR108           | 31 березня 1998   | Сокорро (Нью-Мексико)                   | LINEAR                             |
| (12507) 1998 FZ109               | 1998 FZ109           | 31 березня 1998   | Сокорро (Нью-Мексико)                   | LINEAR                             |
| (12508) 1998 FZ113               | 1998 FZ113           | 31 березня 1998   | Сокорро (Нью-Мексико)                   | LINEAR                             |
| 12509 Патак (Pathak)             | 1998 FY117           | 31 березня 1998   | Сокорро (Нью-Мексико)                   | LINEAR                             |
| (12510) 1998 FM121               | 1998 FM121           | 20 березня 1998   | Сокорро (Нью-Мексико)                   | LINEAR                             |
| 12511 Патіл (Patil)              | 1998 FQ121           | 20 березня 1998   | Сокорро (Нью-Мексико)                   | LINEAR                             |
| 12512 Спліт (Split)              | 1998 HW7             | 21 квітня 1998    | Вішнянська обсерваторія                 | Корадо Корлевіч, Маріно Дусік      |
| 12513 Нівен (Niven)              | 1998 HC20            | 27 квітня 1998    | Прескоттська обсерваторія               | Пол Комба                          |
| 12514 Шоммер (Schommer)          | 1998 HM26            | 20 квітня 1998    | Обсерваторія Кітт-Пік                   | Spacewatch                         |
| 12515 Суйсекі (Suiseki)          | 1998 HE43            | 30 квітня 1998    | Обсерваторія Кітт-Пік                   | Spacewatch                         |
| (12516) 1998 HB45                | 1998 HB45            | 20 квітня 1998    | Сокорро (Нью-Мексико)                   | LINEAR                             |
| 12517 Ґрайцек (Grayzeck)         | 1998 HD52            | 30 квітня 1998    | Станція Андерсон-Меса                   | LONEOS                             |
| (12518) 1998 HM52                | 1998 HM52            | 27 квітня 1998    | Вумера                                  | Френк Золотовскі                   |
| 12519 Пюллен (Pullen)            | 1998 HH55            | 21 квітня 1998    | Сокорро (Нью-Мексико)                   | LINEAR                             |
| (12520) 1998 HV78                | 1998 HV78            | 21 квітня 1998    | Сокорро (Нью-Мексико)                   | LINEAR                             |
| (12521) 1998 HT95                | 1998 HT95            | 21 квітня 1998    | Сокорро (Нью-Мексико)                   | LINEAR                             |
| 12522 Rara                       | 1998 HL99            | 21 квітня 1998    | Сокорро (Нью-Мексико)                   | LINEAR                             |
| (12523) 1998 HH100               | 1998 HH100           | 21 квітня 1998    | Сокорро (Нью-Мексико)                   | LINEAR                             |
| 12524 Консьєнце (Conscience)     | 1998 HG103           | 25 квітня 1998    | Обсерваторія Ла-Сілья                   | Ерік Вальтер Ельст                 |
| (12525) 1998 HT147               | 1998 HT147           | 23 квітня 1998    | Сокорро (Нью-Мексико)                   | LINEAR                             |
| 12526 де Конінк (de Coninck)     | 1998 HZ147           | 25 квітня 1998    | Обсерваторія Ла-Сілья                   | Ерік Вальтер Ельст                 |
| 12527 Аннерох (Anneraugh)        | 1998 JE3             | 1 травня 1998     | Станція Андерсон-Меса                   | LONEOS                             |
| (12528) 1998 KL31                | 1998 KL31            | 22 травня 1998    | Сокорро (Нью-Мексико)                   | LINEAR                             |
| 12529 Рейгард (Reighard)         | 1998 KG41            | 22 травня 1998    | Сокорро (Нью-Мексико)                   | LINEAR                             |
| 12530 Річардсон (Richardson)     | 1998 KO46            | 22 травня 1998    | Сокорро (Нью-Мексико)                   | LINEAR                             |
| (12531) 1998 KQ51                | 1998 KQ51            | 23 травня 1998    | Сокорро (Нью-Мексико)                   | LINEAR                             |
| (12532) 1998 KW54                | 1998 KW54            | 23 травня 1998    | Сокорро (Нью-Мексико)                   | LINEAR                             |
| 12533 Едмонд (Edmond)            | 1998 LA              | 2 червня 1998     | Обсерваторія Зено                       | Том Стаффорд                       |
| 12534 Дженхоет (Janhoet)         | 1998 LB3             | 1 червня 1998     | Обсерваторія Ла-Сілья                   | Ерік Вальтер Ельст                 |
| (12535) 1998 MZ30                | 1998 MZ30            | 24 червня 1998    | Сокорро (Нью-Мексико)                   | LINEAR                             |
| (12536) 1998 MD33                | 1998 MD33            | 24 червня 1998    | Сокорро (Нью-Мексико)                   | LINEAR                             |
| 12537 Кендріддел (Kendriddle)    | 1998 MT34            | 24 червня 1998    | Сокорро (Нью-Мексико)                   | LINEAR                             |
| (12538) 1998 OH                  | 1998 OH              | 19 липня 1998     | Обсерваторія Галеакала                  | NEAT                               |
| 12539 Чайкін (Chaikin)           | 1998 OP2             | 16 липня 1998     | Обсерваторія Кітт-Пік                   | Spacewatch                         |
| 12540 Пікандер (Picander)        | 1998 OU9             | 26 липня 1998     | Обсерваторія Ла-Сілья                   | Ерік Вальтер Ельст                 |
| 12541 Макарська (Makarska)       | 1998 PD1             | 15 серпня 1998    | Вішнянська обсерваторія                 | Вішнянська обсерваторія            |
| 12542 Лейве (Laver)              | 1998 PN1             | 10 серпня 1998    | Обсерваторія Ріді-Крик                  | Джон Бротон                        |
| (12543) 1998 QM5                 | 1998 QM5             | 23 серпня 1998    | Вумера                                  | Френк Золотовскі                   |
| (12544) 1998 QX9                 | 1998 QX9             | 17 серпня 1998    | Сокорро (Нью-Мексико)                   | LINEAR                             |
| (12545) 1998 QT19                | 1998 QT19            | 17 серпня 1998    | Сокорро (Нью-Мексико)                   | LINEAR                             |
| (12546) 1998 QJ21                | 1998 QJ21            | 17 серпня 1998    | Сокорро (Нью-Мексико)                   | LINEAR                             |
| (12547) 1998 QL22                | 1998 QL22            | 17 серпня 1998    | Сокорро (Нью-Мексико)                   | LINEAR                             |
| 12548 Ерінрайлі (Erinriley)      | 1998 QJ25            | 17 серпня 1998    | Сокорро (Нью-Мексико)                   | LINEAR                             |
| (12549) 1998 QO26                | 1998 QO26            | 17 серпня 1998    | Сокорро (Нью-Мексико)                   | LINEAR                             |
| (12550) 1998 QR30                | 1998 QR30            | 17 серпня 1998    | Сокорро (Нью-Мексико)                   | LINEAR                             |
| (12551) 1998 QQ39                | 1998 QQ39            | 17 серпня 1998    | Сокорро (Нью-Мексико)                   | LINEAR                             |
| (12552) 1998 QQ45                | 1998 QQ45            | 17 серпня 1998    | Сокорро (Нью-Мексико)                   | LINEAR                             |
| 12553 Ааронріттер (Aaronritter)  | 1998 QZ46            | 17 серпня 1998    | Сокорро (Нью-Мексико)                   | LINEAR                             |
| (12554) 1998 QA47                | 1998 QA47            | 17 серпня 1998    | Сокорро (Нью-Мексико)                   | LINEAR                             |
| (12555) 1998 QP47                | 1998 QP47            | 17 серпня 1998    | Сокорро (Нью-Мексико)                   | LINEAR                             |
| 12556 Кіробінсон (Kyrobinson)    | 1998 QG48            | 17 серпня 1998    | Сокорро (Нью-Мексико)                   | LINEAR                             |
| 12557 Каракол (Caracol)          | 1998 QQ54            | 27 серпня 1998    | Станція Андерсон-Меса                   | LONEOS                             |
| (12558) 1998 QV63                | 1998 QV63            | 31 серпня 1998    | Станція Сінлун                          | SCAP                               |
| (12559) 1998 QB69                | 1998 QB69            | 24 серпня 1998    | Сокорро (Нью-Мексико)                   | LINEAR                             |
| (12560) 1998 RC58                | 1998 RC58            | 14 вересня 1998   | Сокорро (Нью-Мексико)                   | LINEAR                             |
| 12561 Говард (Howard)            | 1998 SX7             | 20 вересня 1998   | Обсерваторія Кітт-Пік                   | Spacewatch                         |
| 12562 Браянґрейзер (Briangrazer) | 1998 SP36            | 19 вересня 1998   | Обсерваторія Кітт-Пік                   | Spacewatch                         |
| (12563) 1998 SA43                | 1998 SA43            | 20 вересня 1998   | Станція Сінлун                          | SCAP                               |
| (12564) 1998 SO49                | 1998 SO49            | 22 вересня 1998   | Обсерваторія Берґіш-Ґладбах             | Вольф Бікель                       |
| 12565 Кеґ (Khege)                | 1998 SV53            | 16 вересня 1998   | Станція Андерсон-Меса                   | LONEOS                             |
| 12566 Дерічардсон (Derichardson) | 1998 SH54            | 16 вересня 1998   | Станція Андерсон-Меса                   | LONEOS                             |
| 12567 Херревеґе (Herreweghe)     | 1998 SU71            | 21 вересня 1998   | Обсерваторія Ла-Сілья                   | Ерік Вальтер Ельст                 |
| 12568 Куфнер (Kuffner)           | 1998 VB5             | 11 листопада 1998 | Вішнянська обсерваторія                 | Корадо Корлевіч                    |
| (12569) 1998 VC29                | 1998 VC29            | 10 листопада 1998 | Сокорро (Нью-Мексико)                   | LINEAR                             |
| (12570) 1998 WV5                 | 1998 WV5             | 18 листопада 1998 | Обсерваторія Наті-Кацуура               | Йошісада Шімідзу, Такеші Урата     |
| (12571) 1999 NM2                 | 1999 NM2             | 12 липня 1999     | Сокорро (Нью-Мексико)                   | LINEAR                             |
| 12572 Садех (Sadegh)             | 1999 NN8             | 13 липня 1999     | Сокорро (Нью-Мексико)                   | LINEAR                             |
| (12573) 1999 NJ53                | 1999 NJ53            | 12 липня 1999     | Сокорро (Нью-Мексико)                   | LINEAR                             |
| 12574 LONEOS                     | 1999 RT              | 4 вересня 1999    | Обсерваторія Фаунтін-Гіллс              | Чарльз Джулз                       |
| 12575 Пальмаріа (Palmaria)       | 1999 RH1             | 4 вересня 1999    | Астрономічна обсерваторія Монте-Візеджі | Паоло П'єтрапріана, Луїджі Санніно |
| 12576 Орезм (Oresme)             | 1999 RP1             | 5 вересня 1999    | Прескоттська обсерваторія               | Пол Комба                          |
| 12577 Семра (Samra)              | 1999 RA13            | 7 вересня 1999    | Сокорро (Нью-Мексико)                   | LINEAR                             |
| 12578 Бенсаур (Bensaur)          | 1999 RF17            | 7 вересня 1999    | Сокорро (Нью-Мексико)                   | LINEAR                             |
| 12579 Сева (Ceva)                | 1999 RA28            | 5 вересня 1999    | Обсерваторія Сан-Вітторе                | Обсерваторія Сан-Вітторе           |
| 12580 Антоніні (Antonini)        | 1999 RM33            | 8 вересня 1999    | Сен-Мішель сюр Мерт                     | Л. Бернасконі                      |
| 12581 Ровінь (Rovinj)            | 1999 RE34            | 8 вересня 1999    | Вішнянська обсерваторія                 | Вішнянська обсерваторія            |
| (12582) 1999 RY34                | 1999 RY34            | 11 вересня 1999   | Вішнянська обсерваторія                 | Вішнянська обсерваторія            |
| 12583 Букджин (Buckjean)         | 1999 RC35            | 11 вересня 1999   | Обсерваторія Гай-Пойнт                  | Денніс Чесні                       |
| (12584) 1999 RF36                | 1999 RF36            | 12 вересня 1999   | Вішнянська обсерваторія                 | Вішнянська обсерваторія            |
| 12585 Кетшварц (Katschwarz)      | 1999 RN64            | 7 вересня 1999    | Сокорро (Нью-Мексико)                   | LINEAR                             |
| (12586) 1999 RQ81                | 1999 RQ81            | 7 вересня 1999    | Сокорро (Нью-Мексико)                   | LINEAR                             |
| (12587) 1999 RD95                | 1999 RD95            | 7 вересня 1999    | Сокорро (Нью-Мексико)                   | LINEAR                             |
| (12588) 1999 RR98                | 1999 RR98            | 7 вересня 1999    | Сокорро (Нью-Мексико)                   | LINEAR                             |
| (12589) 1999 RR114               | 1999 RR114           | 9 вересня 1999    | Сокорро (Нью-Мексико)                   | LINEAR                             |
| (12590) 1999 RN125               | 1999 RN125           | 9 вересня 1999    | Сокорро (Нью-Мексико)                   | LINEAR                             |
| (12591) 1999 RT133               | 1999 RT133           | 9 вересня 1999    | Сокорро (Нью-Мексико)                   | LINEAR                             |
| (12592) 1999 RD134               | 1999 RD134           | 9 вересня 1999    | Сокорро (Нью-Мексико)                   | LINEAR                             |
| 12593 Шашлов (Shashlov)          | 1999 RQ136           | 9 вересня 1999    | Сокорро (Нью-Мексико)                   | LINEAR                             |
| (12594) 1999 RU145               | 1999 RU145           | 9 вересня 1999    | Сокорро (Нью-Мексико)                   | LINEAR                             |
| 12595 Амандашов (Amandashaw)     | 1999 RD149           | 9 вересня 1999    | Сокорро (Нью-Мексико)                   | LINEAR                             |
| 12596 Шукла (Shukla)             | 1999 RT154           | 9 вересня 1999    | Сокорро (Нью-Мексико)                   | LINEAR                             |
| (12597) 1999 RL158               | 1999 RL158           | 9 вересня 1999    | Сокорро (Нью-Мексико)                   | LINEAR                             |
| 12598 Сьєрра (Sierra)            | 1999 RC159           | 9 вересня 1999    | Сокорро (Нью-Мексико)                   | LINEAR                             |
| 12599 Сінгал (Singhal)           | 1999 RT160           | 9 вересня 1999    | Сокорро (Нью-Мексико)                   | LINEAR                             |
| (12600) 1999 RM177               | 1999 RM177           | 9 вересня 1999    | Сокорро (Нью-Мексико)                   | LINEAR                             |

| ← Астероїди 10001—20000 → |             |             |             |             |             |             |             |             |             |
| 10001—10100               | 11001—11100 | 12001—12100 | 13001—13100 | 14001—14100 | 15001—15100 | 16001—16100 | 17001—17100 | 18001—18100 | 19001—19100 |
| 10101—10200               | 11101—11200 | 12101—12200 | 13101—13200 | 14101—14200 | 15101—15200 | 16101—16200 | 17101—17200 | 18101—18200 | 19101—19200 |
| 10201—10300               | 11201—11300 | 12201—12300 | 13201—13300 | 14201—14300 | 15201—15300 | 16201—16300 | 17201—17300 | 18201—18300 | 19201—19300 |
| 10301—10400               | 11301—11400 | 12301—12400 | 13301—13400 | 14301—14400 | 15301—15400 | 16301—16400 | 17301—17400 | 18301—18400 | 19301—19400 |
| 10401—10500               | 11401—11500 | 12401—12500 | 13401—13500 | 14401—14500 | 15401—15500 | 16401—16500 | 17401—17500 | 18401—18500 | 19401—19500 |
| 10501—10600               | 11501—11600 | 12501—12600 | 13501—13600 | 14501—14600 | 15501—15600 | 16501—16600 | 17501—17600 | 18501—18600 | 19501—19600 |
| 10601—10700               | 11601—11700 | 12601—12700 | 13601—13700 | 14601—14700 | 15601—15700 | 16601—16700 | 17601—17700 | 18601—18700 | 19601—19700 |
| 10701—10800               | 11701—11800 | 12701—12800 | 13701—13800 | 14701—14800 | 15701—15800 | 16701—16800 | 17701—17800 | 18701—18800 | 19701—19800 |
| 10801—10900               | 11801—11900 | 12801—12900 | 13801—13900 | 14801—14900 | 15801—15900 | 16801—16900 | 17801—17900 | 18801—18900 | 19801—19900 |
| 10901—11000               | 11901—12000 | 12901—13000 | 13901—14000 | 14901—15000 | 15901—16000 | 16901—17000 | 17901—18000 | 18901—19000 | 19901—20000 |